# La Guardia (Bolívia)
La Guardia é uma cidade e município de Bolívia localizado na província Andrés Ibáñez do departamento de Santa Cruz, também faz parte da Área Metropolitana de Santa Cruz da Serra. Encontra-se a uma altura 506 metros sobre o nível do mar e o rio Piraí passa pelo norte da cidade. Sua mancha urbana tem uma superfície de 3 quilómetros quadrados e faz parte da Área metropolitana de Santa Cruz da Serra. 
O município tem uma superfície de 1.244 km² e contava com uma população de 89.284 habitantes no Censo INE 2012, sendo o quarto mais povoado do departamento.
La Guardia foi fundada o 26 de novembro de 1826 pelo agricultor José Vicente Soliz.
Encontra-se no oeste do departamento, limitando ao nordeste com o município de Santa Cruz da Serra, ao este e sul com a província Cordillera, ao oeste com o município de El Torno, e ao nordeste com o município de Porongo.

## Economia
A principal atividade produtiva do município de La Guardia é a agropecuária com cultivos de cítricos, cana de açúcar, mamão, Abacate e abacaxi. O município conta com uma abundante produção de frutas de estação durante quase todo o ano, o que o converteu num mercado natural para os habitantes da vizinha Santa Cruz da Serra. A atividade pecuaria também é significante, com criaderos de porcos e aves de curral que têm demanda nos mercados da capital departamental. Seu mercado é um ponto de encontro de produtores agropecuários dos municípios vizinhos.
Devido a sua cercania com a cidade de Santa Cruz de la Sierra mediante a Rota 7, que também liga para os vales interandinos ao oeste, em La Guardia estão instaladas diversas fábricas e indústrias. Entre estas destacam a fábrica de Azeites Crisol e a fábrica da Cervejaria Boliviana Nacional, cuja produção, além de abastecer o mercado interno e cidades vizinhas, é também exportada a diversos países de América do Sul e de Europa.